# EP FM São Carlos
EP FM São Carlos é uma emissora de rádio brasileira sediada em São Carlos, cidade do estado de São Paulo. Opera no dial FM, na frequência 103.9 MHz. É parte integrante das EP Rádios, subsidiária do Grupo EP que controla as emissoras de rádio do conglomerado.

## História

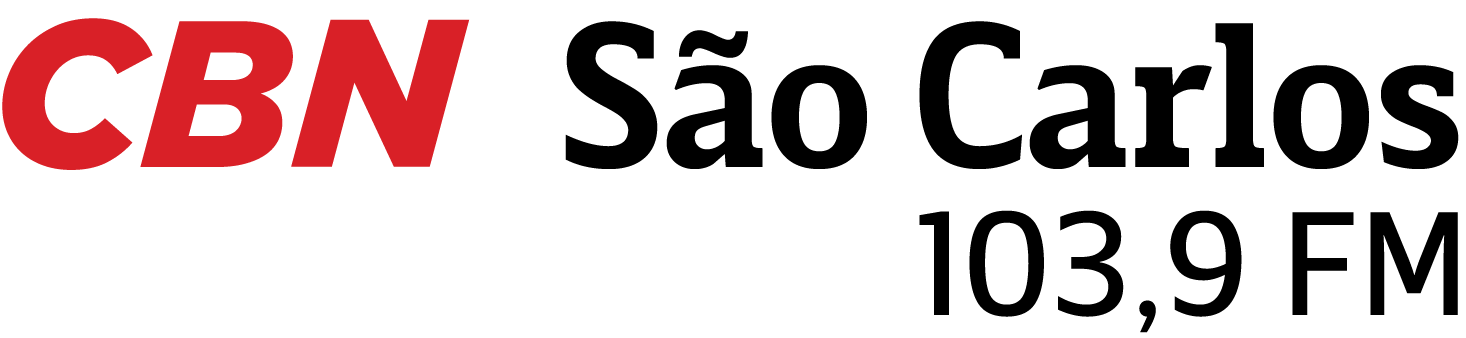
Logotipo da emissora entre 2019 e 2023.

Anterior a criação da CBN São Carlos, o então grupo Empresas Pioneiras já mantinha afiliadas da CBN em Ribeirão Preto (lançada em 2013) e Araraquara (lançada em 2018), esta última com sinal alcançando o município de São Carlos e outras cidades da região. Em 1.º de outubro de 2019, é confirmada a venda da frequência da Intersom FM 103.9 MHz para o grupo, que anuncia cerca de uma semana depois a criação de uma nova afiliada da CBN.
Em 26 de outubro, os novos proprietários definem a data de estreia da CBN São Carlos para 3 de dezembro. A essa altura, a Intersom FM já havia iniciado a fase de transição para a 103.3 MHz, deixando definitivamente a antiga frequência em 30 de novembro, quando passou a transmitir o sinal da CBN em caráter experimental. Os novos proprietários também moveram os transmissores da emissora, antigamente localizados um reservatório da SAAE no bairro da Vila Nery, próximo dos estúdios da Intersom FM, para a torre de transmissão da EPTV Central. A CBN São Carlos estreou oficialmente à meia-noite de 3 de dezembro de 2019, com a transmissão do CBN Madrugada.
Em 31 de janeiro de 2023, o Grupo EP comunicou que as afiliadas da CBN em São Carlos e Araraquara iriam dar lugar à EP FM, rede de rádios própria com programação regional que substitui o formato all news pelo "infotenimento", com uma grade baseada em música, notícias, esportes, variedades e cultura. À meia-noite do dia 1.º de fevereiro, a emissora encerrou sua afiliação com a CBN, substituindo-a por uma programação de expectativa para o novo formato, que tem estreia prevista para 8 de fevereiro.